# Chalandrianí
Chalandrianí (grec moderne : Χαλανδριανή) est un site archéologique situé dans l'île grecque de Syros, dans les Cyclades. Il s'agit d'une nécropole de l'Âge du bronze ancien datant de 2800 - 2300 av. J.-C. (Cycladique ancien II (CA II), culture de Kéros-Syros), fouillée en 1898 par Chrístos Tsoúntas. C'est la nécropole cycladique la plus importante en nombre de tombes fouillées ou repérées.

## Situation
Le site de Chalandrianí se trouve près du hameau du même nom à une dizaine de kilomètres au nord du chef-lieu de Syros, Ermoúpoli, non loin du rivage nord-est de l'île et un peu en contrebas du hameau. Un peu plus au nord, séparé de la nécropole par un ravin, sur une position dominant la mer, se trouve l'habitat fortifié de Kastri, datant de la fin du Cycladique ancien II (plusieurs centaines d'années après le début de l'utilisation de la nécropole).
La nécropole comprend deux parties : l'une, à l'ouest, fait face au site de Kastri ; l'autre, à l'est, est du côté de la mer.
L'habitat correspondant se trouvait principalement sous le village actuel et avait une superficie importante (plus d'un hectare).

## Fouilles
Les premières fouilles importantes de la nécropole ont été menées en 1898 par Chrístos Tsoúntas, au cours d'une campagne d'explorations conduite en 1897-1898 dans plusieurs îles des Cyclades qui l'a amené à définir la notion de civilisation cycladique.
Par la suite, des tombes ont été découvertes fortuitement par des agriculteurs. En 1962, Christos Doumas, épimélète des Antiquités des Cyclades, a fouillé huit tombes ; une seule contenait encore des objets. En 2010, Marisa Marthari, en liaison avec ses fouilles sur l'habitat fortifié de Kastri pour le compte de la Société archéologique d'Athènes, a fouillé 23 nouvelles tombes dans le secteur ouest de la nécropole ; elles ont livré du mobilier, à l'exception de deux.
Chalandriani est, parmi les nécropoles cycladiques, celle dans laquelle on a pu fouiller ou au moins repérer le plus grand nombre de tombes.

## Description

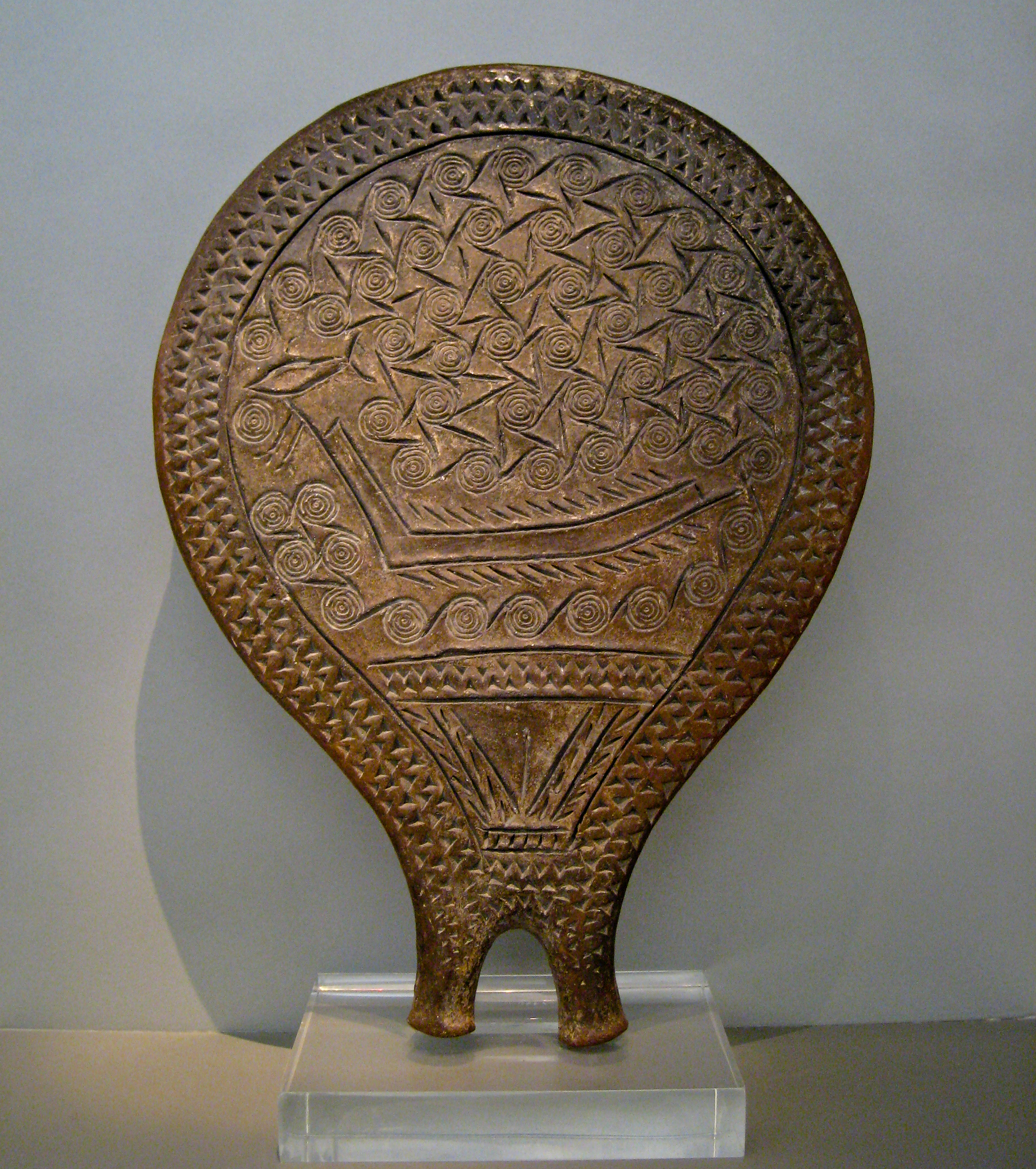
« Poêle à frire » avec une représentation de navire trouvée par Chrístos Tsoúntas à Chalandriani. Musée national archéologique d'Athènes, inv. no 4974.

Un peu plus de 600 tombes ont été fouillées, parmi lesquelles une petite partie seulement peuvent correspondre par leur datation à l'établissement de Kastri. Ces tombes sont disposées en groupes et sont pour la plupart des tombes individuelles. Le défunt était disposé en position latérale, sur le côté gauche, avec les jambes repliées ; son cadavre n'était pas recouvert de terre. Des objets d'une grande diversité accompagnaient le défunt, parmi lesquels des idoles cycladiques, dont un type porte précisément le nom de la nécropole de Chalandriani, des vases de marbre, de nombreux objets de céramique parfois décorés de motifs incisés ou peints, comme les fameuses « poêles à frire » dont la fonction n'est pas connue, de menus objets de bronze et d'os, des coquillages, etc.
Une caractéristique importante de cette nécropole est l'architecture des tombes. Elles sont en général enterrées ; leur plan est varié : circulaire, approximativement carré ou bien polygonal. Leurs murs sont faits de pierres plates, montées en encorbellement, sans mortier ; l'ouverture sommitale est couverte par une large dalle. Sur un des côtés de la tombe se trouve souvent une entrée constituée de deux dalles dressées verticalement et d'un linteau ; l'ouverture est bouchée par une dalle ou un mur de pierres sèches.

## Conservation
Les objets découverts à Chalandriani sont principalement conservés au musée national archéologique d'Athènes et au musée archéologique de Syros ; cependant certains objets sont dans d'autres collections, publiques ou privées, notamment au British Museum.